# Пимента, Адриано
Андриано Фариа Пимента (порт. Adriano Faria Pimenta; род. 14 ноября 1982, Гояния) — бразильский футболист, полузащитник клуба «Рио-Бранко» (Американа).

## Биография
Андриано Пимента играл атакующего полузащитника. Начал свою карьеру игрок в молодёжном составе «Гуарани». Перед сезоном 2000/01 игрок переходит в японский клуб «Нагоя Грампус». После удачного сезона в Японском чемпионате он вернулся в «Гуарани», но также продолжал оставаться на замене. Перед сезоном 2005/06 он перешел в швейцарский клуб «Тун», который играл в высшем дивизионе страны. Андриано подписал контракт с новым клубом до июня 2008 года. В Туне он сразу же получил место в стартовом составе и стал одним из лидеров команды. В Туне он играет полузащитника в роли созидателя.
В матче отборочного турнира группового этапа Лиги чемпионов 2005/06 против клуба «Мальме», Андриано забивает важнейший мяч в ворота соперника в результате чего клуб одержал победу со счетом 1-0. Он сыграл во всех 6 матчах группового этапа Лиги Чемпионов, также он забил в домашнем матче против амстердамского «Аякса» в результате чего сделав счет 2-2. После завершения группового этапа «Тун» занял 3-е место в таблице и получил право сыграть в первой стадии плей-офф Кубка УЕФА. Андриано сыграл также в двух матчах против немецкого клуба «Гамбург» где и был забит победный гол в ворота соперника. Из-за поражения в гостевом матче «Тун» вылетел из борьбы за кубок. В январе 2007 года он снова вернулся в Японию, чтобы играть за «Иокогаму».
В январе 2008 года Андриано вернулся в «Тун», но в феврале 2008 года он уехал в «Брагантино».
В октябре 2008 года он подписал контракт с новозеландским футбольным чемпионом «Уэйтакере Юнайтед».
В январе 2009 года он прибыл в Боливию и подписал контракт на один год с клубом «Блуминг».В конце сезона Андриано достиг соглашения с клубом и в результате контракт был расторгнут, после чего он вернулся в Бразилию и присоединился первого дивизиона «Спорт Ресифи». В следующем сезоне он должен был перейти в «Гремио Пруденте», и в ближайшее время он перешел в «Форталезу».